# Кручану
Кручану (рум. Cruceanu) — село у повіті Галац в Румунії. Входить до складу комуни Редешть.
Село розташоване на відстані 227 км на північний схід від Бухареста, 76 км на північ від Галаца, 119 км на південь від Ясс.

## Населення
За даними перепису населення 2002 року у селі проживали 313 осіб, усі — румуни. Усі жителі села рідною мовою назвали румунську.